# Patrick Zoundi
Pour les articles homonymes, voir Zoundi.
Patrick Zoundi est un footballeur burkinabè né le 19 juillet 1982 à Ouagadougou. Il évolue au poste de milieu de terrain avec le 1.FC Sarrebruck.

## Carrière
Zoundi a été formé à l'académie de la Planète Champion de Ouagadougou, la même académie par laquelle a été passée Jonathan Pitroipa, Lamine Traoré, Wilfried Sanou, Alain Sibiri Traoré, Daouda Diakité. Dans ses jeunes années, Zoundi quitte son pays de naissance pour aller en Belgique où il évolue cinq ans avec l'équipe flamande de KSC Lokeren. À Lokeren, Zoundi évolue tous les saisons dans l'équipe première en première division belge.
En 2005, Zoundi quitte la première division belge pour aller en deuxième division grecque pour rejoindre Ethnikos Asteras. Après une saison, il s'en va à Asteras Tripolis où il est promu en première division hellène. À la saison de la montée, Zoundi est titulaire indiscutable dans son équipe. La saison suivante, Zoundi n'y arrive pas à garder sa place de titulaire dans un niveau plus haut et quitte Tripoli en 2008. Il reste à la première division grecque en allant à l'équipe promue de Panserraikos Serrès où il acquit sa place à la rotation. 
À la suite d'une saison solide à l'élite grecque, il va en essai avec le Fortuna Düsseldorf. Il convainc et reçoit un contrat chez cette équipe de la deuxième division allemande. À la première saison à Düsseldorf, Zoundi et les siens ratent la montée à la 1.Bundesliga d'une manière concise. Après deux saisons, Zoundi s'en va à l'Union de Berlin où il joue un bon rôle dans son équipe.

### Équipe nationale
Dès son jeune âge, Patrick Zoundi a débuté pour les étalons du Burkina Faso.
En 2004 et en 2010, Zoundi a même participé à deux coupes d'Afrique des nations avec son pays. À la Coupe d'Afrique des nations de football 2004, Zoundi rentre comme remplaçant à deux reprises mais ne peut pas empêcher l'élimination de son équipe.
À la CAN de 2010, les étalons sont éliminés sans victoire comme en 2004. Zoundi ne joue aucune minute dans ce tournoi.

## Palmarès
- Promotion en première division hellène en 2007 avec l'Asteras Tripolis